# 白井彦衛
白井 彦衛（しらい ひこえ、1932年4月17日 - 2011年 ）は、日本の造園学者。千葉大学名誉教授。千葉大学園芸学部庭園学研究室で長く教職にあった。

## 来歴
北海道大学農学部林学科時代は絵画・美術にも造詣が深かった今田敬一に師事し、その後千葉大学へ移った。1979年に北海道大学より農学博士の学位を取得した。
研究テーマは庭園学庭園等快適環境の学理と創出をめざす研究分野で、代表的な研究には、永保寺庭園における庭園様式に関する研究」、浄土庭園に関する研究など、日本庭園の研究や、都市環境における芸術の導入方法（1989年‐1990年）、都市環境における彫刻作品の量と住民の意識の関係（1991年）などがある。
「都市の緑地保全思潮に関する研究」で昭和54年度日本造園学会賞を、2006年に第28回日本公園緑地協会北村賞を、それぞれ受賞している。

## 著書

### 単著・監修
- 『都市デザイン論ノート』千葉大学園芸学部庭園学研究室、1991年
- 『「景」は美術館「街」は劇場だ』千葉大学園芸学部庭園学研究室、1993年
- 『私の造園学ノート』千葉大学園芸学部庭園学研究室、1994年
- 『ランドスケープ論の新たな展開のために』千葉大学園芸学部庭園学研究室、1997年
- （監修）『ランドスケープの新しい波-明日の空間論を拓く-』現代ランドスケープ研究会、メイプルプレス発売、1999年

### 訳書
- アルバート・J.ラットレッジ『公園の解剖  レクリエーション・エリアの計画と設計の本質』鹿島出版会、1975年
- （日本語版監修）ジョン・ブルックス『ガーデンブック ガーデニング完全ガイド  自分でイングリッシュガーデンを造るために』、メイプルプレス、1998年・2005年